# Solidago brachyphylla
Solidago brachyphylla là một loài thực vật có hoa trong họ Cúc. Loài này được Chapm. ex Torr. & A.Gray miêu tả khoa học đầu tiên năm 1842.